# Fixsjön
Fixsjön är en sjö i Kungsbacka kommun i Halland och ingår i Rolfsåns huvudavrinningsområde. Sjön är 17 meter djup, har en yta på 0,317 kvadratkilometer och är belägen 39,2 meter över havet. Sjön avvattnas av vattendraget Fälån. Vid provfiske har abborre, braxen och mört fångats i sjön. Sjön är privatägd och för att fiska i sjön krävs tillstånd från markägarna, Inga fiskekort utfärdas.

## Delavrinningsområde
Fixsjön ingår i det delavrinningsområde (638245-128465) som SMHI kallar för Mynnar i Stensjö. Medelhöjden är 94 meter över havet och ytan är 30,83 kvadratkilometer. Det finns inga avrinningsområden uppströms utan avrinningsområdet är högsta punkten. Fälån som avvattnar avrinningsområdet har biflödesordning 2, vilket innebär att vattnet flödar genom totalt 2 vattendrag innan det når havet efter 12 kilometer. Avrinningsområdet består mestadels av skog (83 procent). Avrinningsområdet har 0,96 kvadratkilometer vattenytor vilket ger det en sjöprocent på 3,1 procent.